# Битва при Идомене
Битва при Идомене — сражение в ходе Пелопоннесской войны в 426 году до н. э. между Афинами и амбракиотами.
Абракиоты, которые были союзниками спартанцев, отправили подкрепление, чтобы помочь армии, которая вторглась в Амфилохию ранее. Амбракиоты не знали, что первая армия была разгромлена, окружена и рассеяна союзниками афинян, амфилохийцами и акарнанами накануне. Амбракиоты, не ожидавшие прибытия афинской армии, расположились внизу двух крутых холмов. Демосфен, афинский полководец, занял более высокую вершину, получив стратегическое преимущество. Перед рассветом, пока амбракиоты еще спали, на них напали и уничтожили афиняне.
В целом, амбракиоты потеряли около 1000 человек за два сражения. Фукидид описывает эту катастрофу: «никакому другому эллинскому городу за столь короткий срок не пришлось испытать столь великое несчастье».